# ماتئو لیگنانی
ماتئو لیگنانی (انگلیسی: Matteo Lignani؛ زادهٔ ۷ سپتامبر ۱۹۹۱) بازیکن فوتبال اهل ایتالیا است.
از باشگاه‌هایی که در آن بازی کرده‌است می‌توان به باشگاه فوتبال پروجا، باشگاه فوتبال لیورنو، باشگاه فوتبال سی‌اف‌آر کلوژ، و باشگاه فوتبال وارزه اشاره کرد.